# Loge crurale latérale
La loge crurale latérale (ou loge externe de la jambe) est la loge musculaire latérale de la région de la jambe.

## Limites
La loge crurale latérale est limitée en dedans par la face latérale de la fibula.
En avant le septum intermusculaire antérieur de la jambe la sépare de la loge crurale antérieure entre le bord antérieur de la fibula et le fascia crural. Ce dernier forme sa limite superficielle.
Le fascia crural émet en arrière le septum intermusculaire postérieur de la jambe qui rejoint le bord latéral de la fibula et sépare la loge latérale de la loge crurale postérieure.

## Contenu
| Image | Muscle                 | Origine                                                | Insertion                              | Innervation                | Action principale                  |
| ----- | ---------------------- | ------------------------------------------------------ | -------------------------------------- | -------------------------- | ---------------------------------- |
|       | Muscle long fibulaire  | Partie antérieure et latérale de la tête fibulaire     | Tubérosité du premier os métatarsien   | Nerf fibulaire superficiel | Éversion et flexion faible du pied |
|       | Muscle court fibulaire | Deux tiers inférieurs de la face latérale de la fibula | Tubérosité du cinquième os métatarsien | Nerf fibulaire superficiel | Éversion et flexion faible du pied |